# توني أندرويتش
توني أندرويتش (بالكرواتية: Toni Androić)‏ مواليد 28 ديسمبر 1991 في بولا، هو لاعب كرة مضرب كرواتي بدأ مسيرته كمحترف سنة 2010 يلعب باليد اليمنى. أعلى تصنيف له في الفردي كان المركز الـ 219 في سنة 2014. أعلى تصنيف له في الزوجي كان المركز الـ 241 في سنة 2011.

## روابط خارجية
- توني أندرويتش على موقع رابطة محترفي التنس (الإنجليزية)
- توني أندرويتش على موقع الاتحاد الدولي لكرة المضرب (الإنجليزية)
- توني أندرويتش على موقع خلاصة التنس.كوم (الإنجليزية)